# 宇土市立走潟小学校
宇土市立走潟小学校（うとしりつ はしりがたしょうがっこう）は、熊本県宇土市走潟町にある公立小学校である。

## 沿革
- 1874年（明治7年）10月30日 - 創立
- 1876年（明治9年）8月20日 - 移転
- 1879年（明治12年）4月 - 公立走潟小学校と改称。
- 1887年（明治20年）4月 - 簡易走潟小学校と改称
- 1891年（明治24年）2月14日 - 走潟尋常小学校と改称
- 1892年（明治25年）8月15日 - 移転
- 1908年（明治41年）4月 - 修業年限6ヶ年となる
- 1923年（大正12年）4月 - 走潟尋常高等小学校と改称
- 1941年（昭和16年）4月 - 走潟国民学校と改称
- 1947年（昭和22年）4月1日 - 走潟村立走潟小学校と改称
- 1954年（昭和29年）10月1日 - 宇土町立走潟小学校と改称
- 1958年（昭和33年）10月1日 - 市制移行により宇土市立走潟小学校と改称

## 歴代校長
- - 初代校長

## 学校周辺
- 走潟保育園